# Łew Rebet
Łew Roman Rebet (wzgl. Leon Rebet) ps. „Kił” (ukr. Лев Роман Ребет; ur. 3 marca 1912 w Stryju, zm. 12 października 1957 w Monachium) – ukraiński publicysta i adwokat, działacz nacjonalistyczny, jeden z liderów Organizacji Ukraińskich Nacjonalistów.

## Życiorys
Ukończył gimnazjum w Stryju, następnie ukończył studia prawnicze we Lwowie. W 1928 roku wstąpił do Ukraińskiej Organizacji Wojskowej (UWO). W 1934 roku objął kierownictwo okręgu Organizacji Ukraińskich Nacjonalistów w Stryju. W latach 1935–1938 prowidnyk krajowy (krajowy przewodniczący) Organizacji Ukraińskich Nacjonalistów.
We wrześniu 1939 r. Rebet odmówił kategorycznie wykonania polecenia zarządu zagranicznego OUN (pod kierownictwem Andrija Melnyka) wszczęcia powstania antypolskiego, jako dywersji na rzecz Niemiec. Uważał, że wobec paktu Ribbentrop-Mołotow będzie to działanie wyłącznie na korzyść ZSRR. Decyzja Rebeta podjęta w zastępstwie Stepana Bandery (Bandera został po wybuchu wojny wypuszczony z więzienia i zaaprobował następnie decyzję Rebeta) była podstawą rozłamu w Organizacji Ukraińskich Nacjonalistów na frakcję OUN(M) (Andrij Melnyk i melnykowcy) i OUN(B) (Stepan Bandera, Łew Rebet, Jarosław Stećko – banderowcy).
Po deklaracji niepodległości Ukrainy w dn. 30 czerwca 1941 r. i utworzeniu rządu ukraińskiego z premierem Jarosławem Stećką we Lwowie został wicepremierem – zastępcą Stećki, a po jego aresztowaniu – pełniącym obowiązki premiera.
Cały skład rządu został aresztowany przez Niemców. Podczas ostatecznych rozmów prowadzonych we wrześniu 1941 r. w Berlinie w gmachu byłej ambasady polskiej zarówno Stepan Bandera, jak i Jarosław Stećko odmówili odwołania deklaracji niepodległości Ukrainy. W konsekwencji zostali przewiezieni do obozu koncentracyjnego w Sachsenhausen (oddział dla więźniów specjalnych tzw. Zellenbau, gdzie przebywali również m.in. Stefan Rowecki, kanclerz Austrii Kurt Schuschnigg i premier Francji Edouard Daladier). Cały kierowniczy aktyw OUN(b) został również aresztowany. Łwa Rebeta osadzono w więzieniu we Lwowie, później w Krakowie, następnie wysłany został do niemieckiego obozu koncentracyjnego Auschwitz-Birkenau (nr oboz. 57368, przybył 8 sierpnia 1942). Przebywał tam do 19 grudnia 1944 roku, gdy przywódcy OUN(b) zostali uwolnieni w związku z organizowaniem przez Niemców Ukraińskiej Armii Narodowej.
W latach 1945–1948 był głównym sędzią Zagranicznych Formacji OUN, a od 1948 wraz z Mykołą Łebediem, Iwanem Butkowśkim i Myrosławem Prokopem członkami Rady Politycznej OUN (zagranicznej). Niedługo później został jej przewodniczącym.
Doktorat i habilitację w dziedzinie prawa uzyskał na Wolnym Uniwersytecie Ukraińskim w Monachium.
Został zamordowany w 1957 roku przez agenta KGB – Bohdana Staszynskiego, późniejszego zabójcę Bandery.
W 2010 prochy jego oraz żony zostały sprowadzone na Ukrainę i pochowane na lwowskim Cmentarzu Łyczakowskim.